# بردة رشة (شوي بانة)
بردة رشة (بالفارسية: برده رشه) هي قرية تقع في إيران في البلدة المركزية. يقدر عدد سكانها بـ 44 نسمة .